# Gamrig
Gamrig je 253 metrů vysoká skalní skupina nalézající se v Saském Švýcarsku východně od městečka Rathen. Vzhledem ke své volně stojící poloze nad městečkem nabízí přes svou poměrně malou nadmořskou výšku dalekosáhlé výhledy na Labské pískovce, a to zejména do údolí Labe. Na vrchol skalní skupiny vede turistický chodník a skalní skupina je vyhledávána horolezci, kterým nabízí mnoho cest různé obtížnosti na jednotlivé skalní věže. Nachází se na území Národního parku Saské Švýcarsko.

## Poloha
Gamrig se nachází asi jeden kilometr východně od městečka Rathen na severozápadním okraji plošiny, ve které se nachází obec Waltersdorf. Jižně od skalního masivu se nalézá údolí kterým vede silnici Waltersdorf - Niederrathen. Západně od Gamrigu se nalézá známá skalnatá oblast s celou řadou známých skalních útvarů (Bastei, Talwächter, lokomotiva aj.) a údolí (Wehlgrund, Amselgrund). Asi jeden kilometr severovýchodně se nachází kaňonovité údolí Polenztal.

## Dějiny
Na rozdíl od jiných volně stojících skal a skalních útvarů Saského Švýcarska, jako je Falkenstein nebo Neurathen Gamrig nikdy nesloužil jako hradní varta. Gamrig zaznamenal již v roce 1592 Matthias Oeder na první saské mapě. Zde byl dokonce nazýván Gamigkstein.
Saský malíř Caspar David Friedrich vystoupil v roce 1808 na Gamrig a použil motiv z Gamrigu v roce 1818 ve svém obrazu Poutník nad mořem mlhy.